# Блек-Ерт (Вісконсин)
Блек-Ерт (англ. Black Earth) — селище (англ. village) в США, в окрузі Дейн штату Вісконсин. Населення — 1493 особи (2020).

## Географія
Блек-Ерт розташований за координатами 43°8′5″ пн. ш. 89°44′50″ зх. д. / 43.13472° пн. ш. 89.74722° зх. д. (43.134619, -89.747354).  За даними Бюро перепису населення США в 2010 році селище мало площу 2,24 км², з яких 2,21 км² — суходіл та 0,03 км² — водойми.

## Демографія
Згідно з переписом 2010 року, у селищі мешкало 1338 осіб у 559 домогосподарствах у складі 346 родин. Густота населення становила 598 осіб/км².  Було 582 помешкання (260/км²).
Расовий склад населення:
| - 96,7 % — білих - 1,4 % — азіатів - 0,4 % — корінних американців - 0,3 % — чорних або афроамериканців |

До двох чи більше рас належало 1,0 %. Частка іспаномовних становила 1,3 % від усіх жителів.
За віковим діапазоном населення розподілялося таким чином: 22,6 % — особи молодші 18 років, 62,2 % — особи у віці 18—64 років, 15,2 % — особи у віці 65 років та старші. Медіана віку мешканця становила 41,5 року. На 100 осіб жіночої статі у селищі припадало 99,1 чоловіків;  на 100 жінок у віці від 18 років та старших — 95,8 чоловіків також старших 18 років.
Середній дохід на одне домашнє господарство  становив 65 030 доларів США (медіана — 58 250), а середній дохід на одну сім'ю — 73 785 доларів (медіана — 68 167). Медіана доходів становила 48 641 долар для чоловіків та 37 679 доларів для жінок. За межею бідності перебувало 8,0 % осіб, у тому числі 14,7 % дітей у віці до 18 років та 4,5 % осіб у віці 65 років та старших.
Цивільне працевлаштоване населення становило 740 осіб. Основні галузі зайнятості: освіта, охорона здоров'я та соціальна допомога — 20,7 %, будівництво — 12,7 %, роздрібна торгівля — 12,4 %.